# Camptotypus trifasciatus
Camptotypus trifasciatus là một loài tò vò trong họ Ichneumonidae.